# Jalcophila
Jalcophila é um género botânico pertencente à família Asteraceae.